# Стела «Город воинской славы» (Наро-Фоминск)
Па́мятник-сте́ла «Го́род во́инской сла́вы» был открыт 27 апреля 2010 года на площади Победы в Наро-Фоминске. Стела, установленная в память о присвоении Наро-Фоминску почётного звания «Город воинской славы», стала одним из главных символов города. 

## История
В ходе Великой Отечественной войны наро-фоминское направление, на котором в 1941 году велись упорные бои, было одним из важнейших в период битвы за Москву. Линия фронта проходила по реке Наре, разделяя город на две части. Немецко-фашистские войска захватили юго-западную часть, но северо-восточную удалось удержать воинам 1-й гвардейской стрелковой дивизии полковника А. И. Лизюкова. Партизаны в районе Наро-Фоминска оказывали большую помощь советским войскам в борьбе с гитлеровской армией в качестве проводников разведывательно-диверсионных групп, сами участвовали в диверсиях на железных и шоссейных дорогах, уничтожали живую силу и технику врага. Более 2 тысяч нарофоминцев, в основном женщины и школьники, приняли участие в строительстве оборонительных сооружений. Из более чем 32 тысяч нарофоминцев, защищавших Родину на фронтах Великой Отечественной войны, 11 были удостоены звания Героя Советского Союза. В Книге Памяти по Наро-Фоминскому району содержатся данные о 7,5 тысяч его жителей, не вернувшихся с фронта. 4 декабря 1941 года соединения 33-й армии перешли в наступление и отбросили противника на западный берег реки Нары севернее Наро-Фоминска, полностью освобождённого 26 декабря 1941 года. Разгром группировки врага под Наро-Фоминском имел большое значение: была сорвана последняя попытка немецкого командования прорваться к Москве с запада.
Указом Президиума Верховного Совета СССР от 23 июля 1976 года за мужество и героизм, проявленные трудящимися города в годы Великой Отечественной войны, и за успехи, достигнутые в хозяйственном и культурном строительстве, Наро-Фоминск одним из первых городов Подмосковья награждён Орденом Отечественной войны I степени. В 2005 году город награждён почётным знаком Правительства Московской области «Штандарт Славы», а в 2006 году городу был вручён Знак Губернатора Московской области «Защитникам Подмосковья».
После учреждения в 2006 году почётного звания Российской Федерации «Город воинской славы» городские общественные организации выступили с инициативой о присвоении Наро-Фоминску этого высокого звания, и Указом Президента Российской Федерации от 27 апреля 2009 года № 463 почётное звание было присвоено. 8 мая 2009 года в Екатерининском зале Московского Кремля состоялась церемония вручения грамот о присвоении звания городам, в числе которых был Наро-Фоминск.
В соответствии с Указом президента РФ от 1 декабря 2006 года № 1340, в каждом городе, удостоенном этого высокого звания, устанавливается стела, посвящённая этому событию. Архитектурно-скульптурное решение памятной стелы «Город воинской славы» утверждено Российским организационным комитетом «Победа» в 2008 году по результатам открытого всероссийского конкурса, в котором победил проект авторского коллектива в составе: заслуженный архитектор России И. Н. Воскресенский, Г. А. Ишкильдина, В. В. Перфильев, народный художник России С. А. Щербаков. После обсуждения возможных мест размещения памятника было принято решение соорудить мемориал на площади Победы: там, где на берегу реки Нары проходил рубеж, на котором в октябре 1941 года советские войска остановили продвижение немецко-фашистских захватчиков к столице. В 1973 году на площади захоронили останки неизвестного солдата и зажгли на этой могиле Вечный огонь. И 8 мая 2010 года, ровно через год после вручения грамоты о присвоении городу почётного звания, тысячи горожан собрались на торжественное открытие нового мемориала. В церемонии, приуроченной к 65-й годовщине великой Победы, приняли участие ветераны, иностранные гости и представители властей, в том числе губернатор Московской области Герой Советского Союза Б. В. Громов. В память об этом событии почётные гости заложили на берегу реки Аллею воинской славы, посадив молодые дубки.
20 апреля 2012 года Почта России выпустила почтовую марку, а 3 июня 2013 года Центральным банком России в обращение была выпущена памятная монета «Город воинской славы Наро-Фоминск» достоинством 10 рублей. О военно-исторических событиях, ставших основанием для присвоения Наро-Фоминску почётного звания, рассказывают экспозиции Наро-Фоминского историко-краеведческого музея, где вместе с другими символами хранится Меч Победы, вручённый Наро-Фоминску, как и другим городам воинской славы, 9 июня 2022 года в зале Славы Музея Победы в парке Победы на Поклонной горе в Москве. Изготовленный в Златоусте меч покрыт золотом высшей 999,9 пробы и инкрустирован уральскими самоцветами — гранатами, символизирующими пролитую кровь, и голубыми топазами, которые считаются символом мира. Длина мечей составляет 1,2 метра, вес — более пяти килограммов. На клинке, украшенном растительным орнаментом, высечены знаменитые слова князя Александра Невского: «Кто с мечом к нам придет, тот от меча и погибнет». Ранее, в апреле 2015 года, аналогичные Мечи Победы были переданы на вечное хранение городам-героям.
Символ мужества и воинской славы представляет собой полированную мраморную колонну дорического ордера высотой 12 метров с капителью и базой, установленную на постаменте в центре квадратной площадки. Наверху колонны размещён бронзовый позолоченный государственный герб России, на постаменте в бронзовом картуше располагается текст Указа Президента РФ о присвоении почётного звания, на оборотной стороне — бронзовый герб Наро-Фоминска, а на боковых сторонах – картуши с кратким изложением военно-исторических событий, связанных с присвоением городу почётного звания (описание подвигов воинов и тружеников тыла). Типовым проектом мемориала по углам площадки предусматривается сооружение четырёх гранитных пилонов с изображениями, повествующими об истории города, однако в Наро-Фоминске пилоны устанавливать не стали в связи с тем, что эту задачу выполняют другие архитектурно-мемориальные символы ансамбля площади Победы, включающего в том числе могилу Неизвестного солдата с Вечным огнём и мемориальной часовней, танк-памятник Т-34, установленный в честь защитников Наро-Фоминска от фашистских захватчиков в период битвы за Москву, и памятный знак, посвящённый награждению города Орденом Отечественной войны I степени. Мемориал со стелой, ставший визитной карточкой Наро-Фоминска, — место проведения торжественных мероприятий, в том числе посвящённых Дню города, дням воинской славы России, Дню защитника Отечества и Дню Победы.

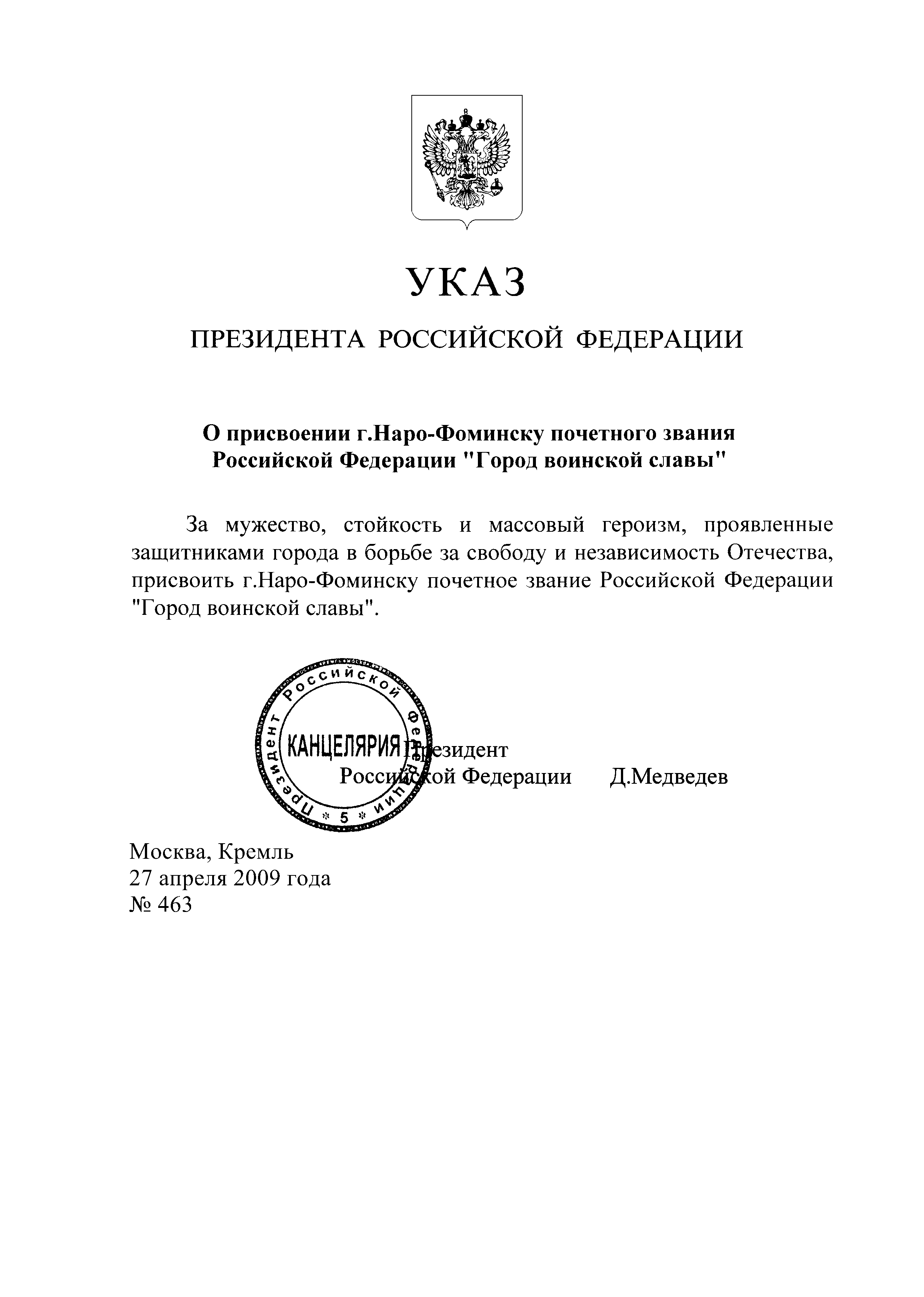
Указ о присвоении почётного звания
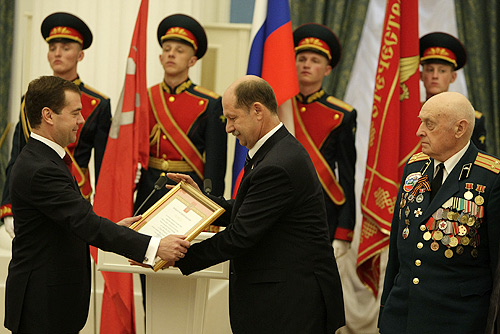
Вручение президентом делегации Наро-Фоминска грамоты о присвоении почётного звания
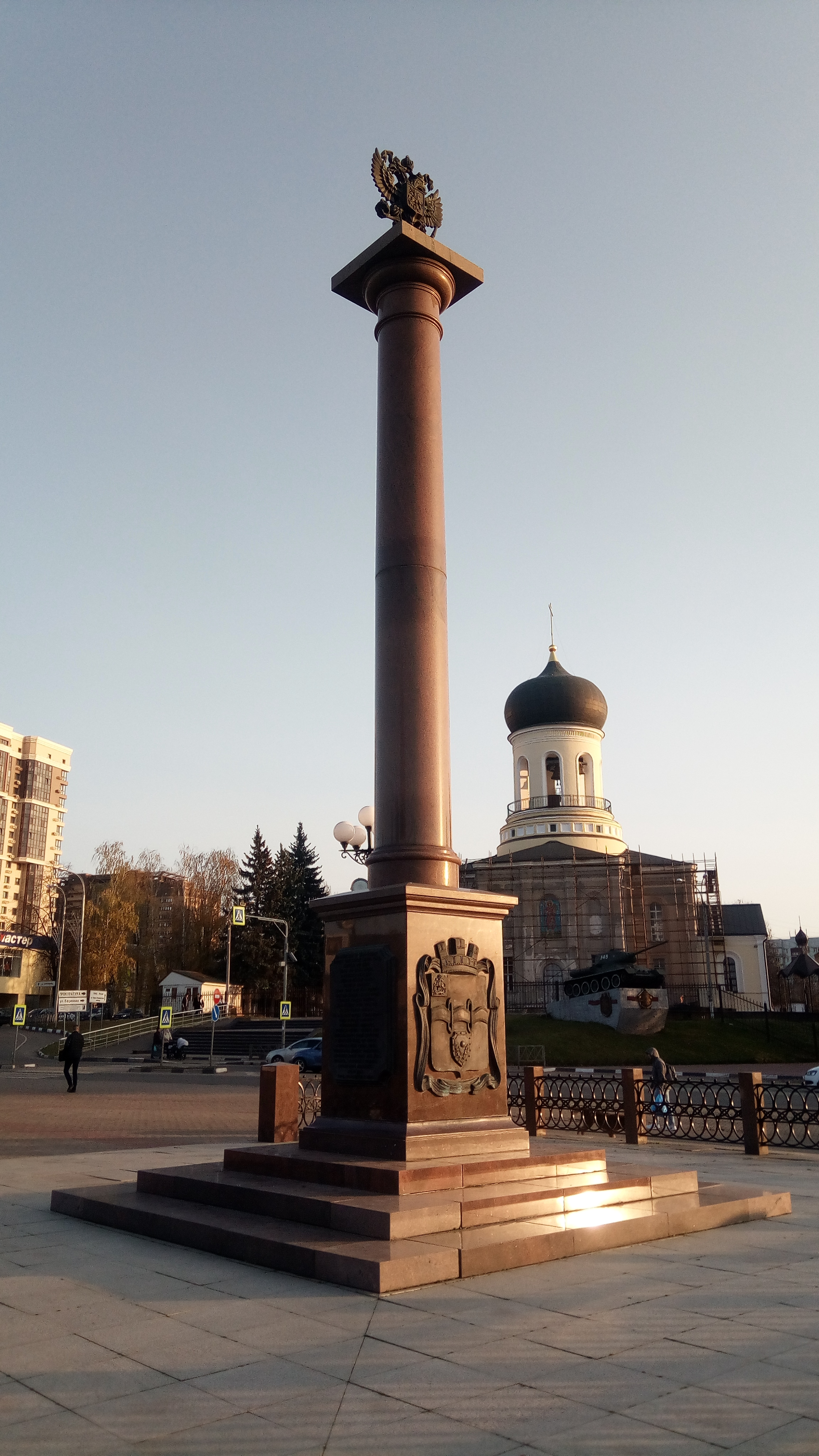
Колонна на площади Победы
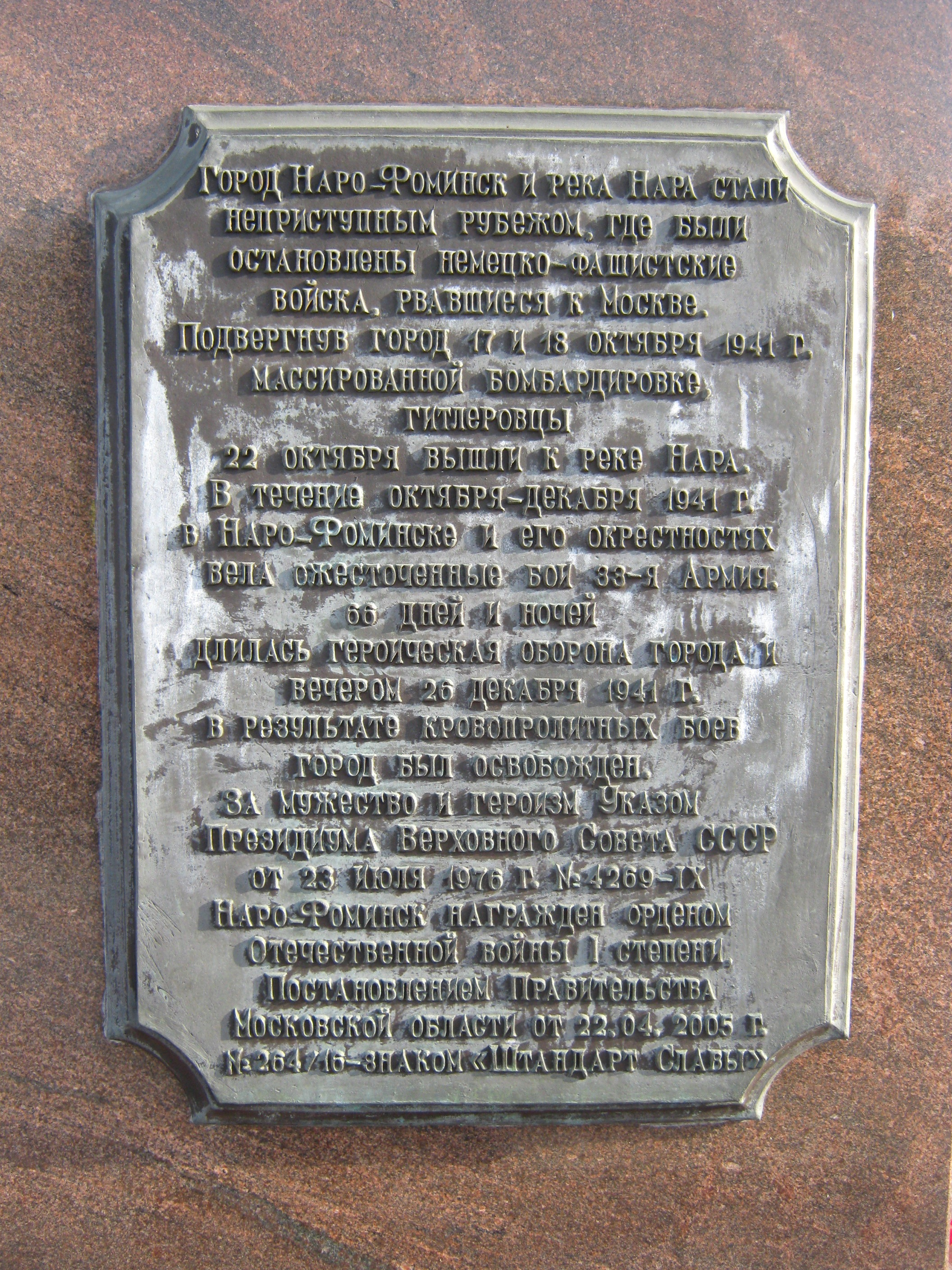
Картуш с описанием подвига воинов
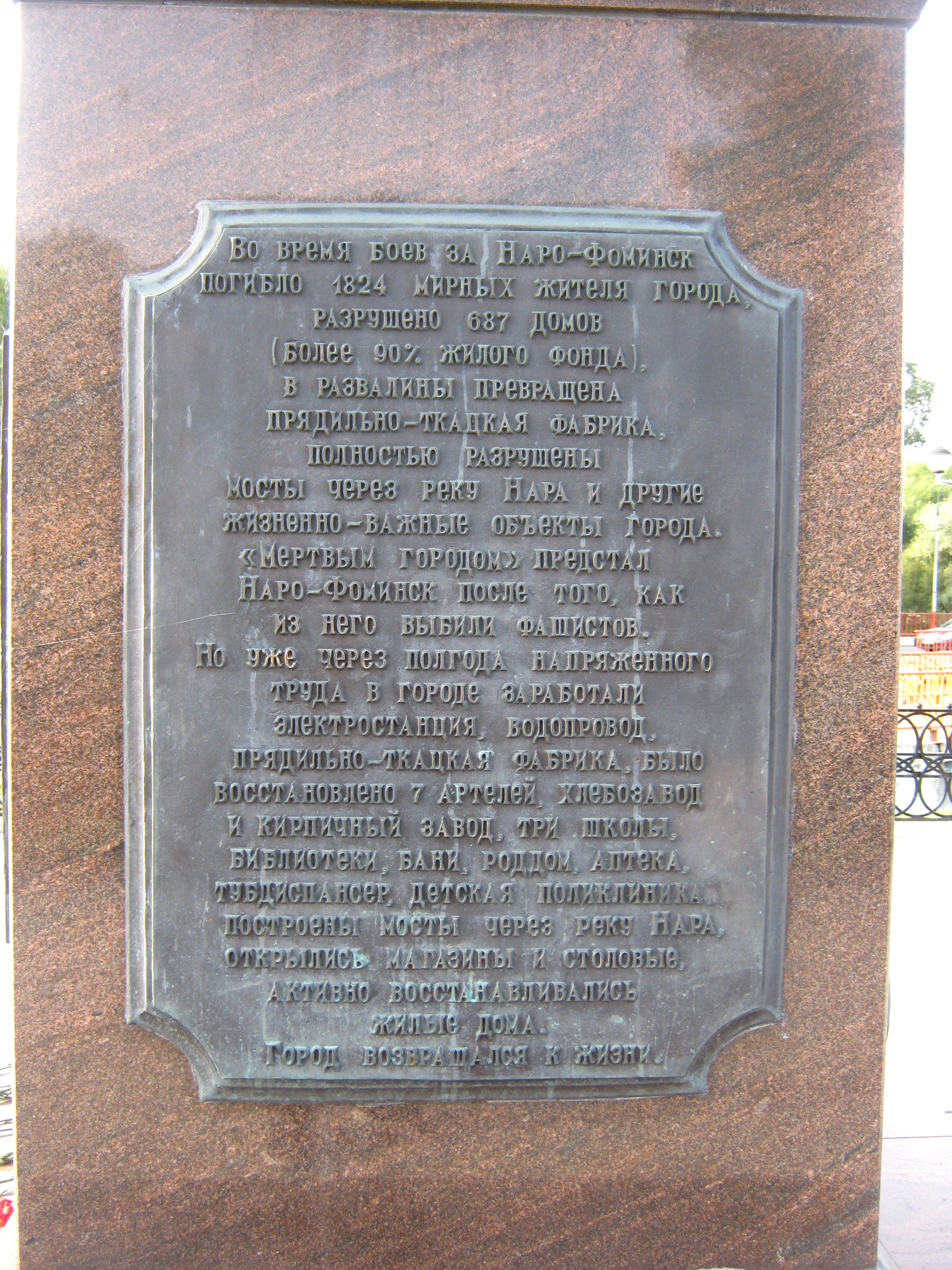
Картуш с описанием подвига тружеников тыла
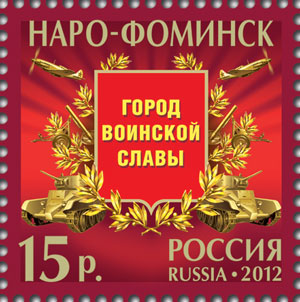
Памятная марка, посвящённая городу воинской славы, на котором изображены: высотный истребитель МиГ-3; 120-мм полковой миномёт образца 1938 года; лёгкий танк БТ-5
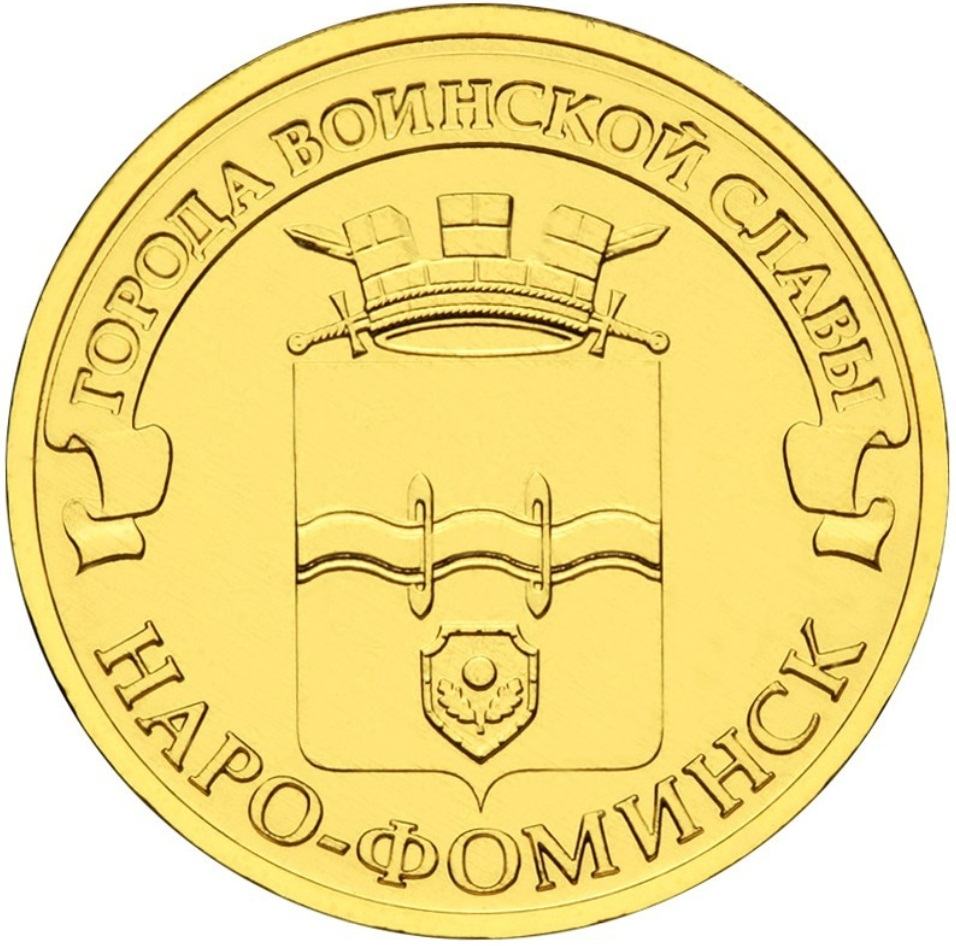
Изображение герба города воинской славы на монете